# Estranged
Estranged ist ein Lied der US-amerikanischen Hard-Rock-Band Guns N’ Roses aus dem Jahr 1991, das aus dem Album Use Your Illusion II stammt.

## Entstehung und Veröffentlichung
Das Lied wurde von den Guns-N’-Roses-Mitgliedern Saul Hudson (Slash), Duff McKagan, Dizzy Reed, Axl Rose, Matt Sorum und Izzy Stradlin geschrieben beziehungsweise komponiert. Die Band zeichnete darüber hinaus mit Mike Clink für die Produktion verantwortlich.
Die Erstveröffentlichung von Estranged erfolgte als Teil von Guns N’ Roses’ Studioalbums Use Your Illusion II am 17. September 1991 bei Geffen Records. Am 17. Januar 1994 erschien das Lied als fünfte und letzte Singleauskopplung aus dem Album. Diese erschien als 2-Track-CD-Single mit der B-Seite The Garden.

## Inhalt
Es handelt sich bei dem über neun Minuten langen Titel – dem zweitlängsten von Guns N’ Roses überhaupt – um einen Hard-Rock-Titel mit progressiven Einflüssen, der teils mit dem Klavier gespielt ist. Es ist der dritte Teil einer Trilogie, deren erste beide Teile Don’t Cry und November Rain sind. Im Liedtext beschreibt der Protagonist Entfremdung, er fühle sich mit 28 schon „alt im Herzen“. Gitarrist Slash beschrieb, dass die Band den Titel während einer längeren Probeperiode in Chicago komponierte. Axl Rose sagte, dass er den Text während einer niedergeschlagenen Zeit verfasste, als die Ehe zu Erin Everly annulliert wurde.

## Musikvideo
Beim zugehörigen Musikvideo führte Andy Morahan die Regie. Es ist in ähnlichem Stil gehalten wie die beiden Vorgänger der Trilogie. Die Liveszenen stammen aus dem Olympiastadion München. Bis November 2023 zählte das Video über 253 Millionen Aufrufe auf der Videoplattform YouTube.

## Kommerzieller Erfolg

### Chartplatzierungen
| ChartsChartplatzierungen | Höchstplatzierung | Wochen |
| ------------------------ | ----------------- | ------ |
| Schweiz (IFPI)           | 41 (2 Wo.)        | 2      |

### Auszeichnungen für Musikverkäufe
| Land/Region     | Auszeichnungen für Musikverkäufe (Land/Region, Auszeichnung, Verkäufe) | Verkäufe |
| --------------- | ---------------------------------------------------------------------- | -------- |
| Brasilien (PMB) | Gold                                                                   | 30.000   |
| Insgesamt       | 1× Gold ·                                                              | 30.000   |

Hauptartikel: Guns N’ Roses/Auszeichnungen für Musikverkäufe